# Commander (nummer)
Commander is een nummer van de Amerikaanse zangeres Kelly Rowland en de Franse dj David Guetta. Het werd op 18 mei 2010 uitgebracht als eerste single van Rowlands derde album Here I am. De single is ook Rowlands debuutsingle bij Universal Motown.
Guetta's uitgebreide dancemix werd ook uitgebracht op 18 mei 2010. Het is de tweede keer dat Rowland een dancenummer heeft uitgebracht, de eerste was de wereldwijde hit "When Love Takes Over" uit 2009.

## Hitnoteringen

### Nederlandse Top 40
| Hitnotering: 04-09-2010 t/m 25-09-2010 | Hitnotering: 04-09-2010 t/m 25-09-2010 | Hitnotering: 04-09-2010 t/m 25-09-2010 | Hitnotering: 04-09-2010 t/m 25-09-2010 | Hitnotering: 04-09-2010 t/m 25-09-2010 | Hitnotering: 04-09-2010 t/m 25-09-2010 |
| Week                                   | 1                                      | 2                                      | 3                                      | 4                                      |                                        |
| -------------------------------------- | -------------------------------------- | -------------------------------------- | -------------------------------------- | -------------------------------------- | -------------------------------------- |
| Nummer                                 | 36                                     | 34                                     | 33                                     | 38                                     | uit                                    |

### NederlandseSingle Top 100
| Hitnotering: 28-08-2010 t/m 16-10-2010 | Hitnotering: 28-08-2010 t/m 16-10-2010 | Hitnotering: 28-08-2010 t/m 16-10-2010 | Hitnotering: 28-08-2010 t/m 16-10-2010 | Hitnotering: 28-08-2010 t/m 16-10-2010 | Hitnotering: 28-08-2010 t/m 16-10-2010 | Hitnotering: 28-08-2010 t/m 16-10-2010 | Hitnotering: 28-08-2010 t/m 16-10-2010 | Hitnotering: 28-08-2010 t/m 16-10-2010 | Hitnotering: 28-08-2010 t/m 16-10-2010 |
| Week                                   | 1                                      | 2                                      | 3                                      | 4                                      | 5                                      | 6                                      | 7                                      | 8                                      |                                        |
| -------------------------------------- | -------------------------------------- | -------------------------------------- | -------------------------------------- | -------------------------------------- | -------------------------------------- | -------------------------------------- | -------------------------------------- | -------------------------------------- | -------------------------------------- |
| Nummer                                 | 84                                     | 83                                     | 69                                     | 67                                     | 66                                     | 86                                     | 84                                     | 100                                    | uit                                    |